# Jaybo aka Monk
Jaybo aka Monk (de son vrai nom Jérémy Baudouin, né en 1963 à Paris) est un artiste contemporain français vivant et travaillant à Berlin.

## Biographie
À 14 ans, il quitte le domicile de ses parents et vit dans les rues de Paris et de Toulouse. Il fait la connaissance de l'art urbain, auquel il se consacre rapidement. Il fait du théâtre de rue et rappe au sein du crew "Reality Brothers".
Rectificatif de son oncle par alliance: A 14 ans, donc en 1977, Jérémy (en fait Philippe) Baudouin n'avait pas encore quitté le domicile de ses parents, à Paris. J'en veux pour preuve qu'il a  passé une partie de l'été 1979 (ou peut-être 1980), l'année donc de ses 16 ou 17 ans,  dans la maison que je restaurais alors en Seine et Marne, à faire des travaux d'isolation. Je ne sais plus quand il est parti "sans laisser d'adresse," mais c'était plus tard.
G.S. - 23/08/2023
Il s'installe à Berlin en 1986. Au début des années 1990, il crée le magazine Style and the Family Tunes qui traite de la musique, la mode et des événements culturels. En 1994, il intègre le label street-wear Irie Daily où il devient designer.
En 2006, il signe la pochette de l'album du groupe reggae allemand Seeed.

## Œuvre
Jaybo utilise une variété de matériaux. Pour ses peintures, il peut utiliser comme support des paquets de cigarettes ou des canettes de cola ou bien la lumière comme pour une projection New Wave sur le Berliner Dom. Il peut se servir de motifs comme les personnages de Walt Disney, notamment Mickey Mouse, ou bien se met en scène dans des autoportraits, "comme au temps de Facebook".